# Arabbuna
Arabbuna (arab. عربّونه) – palestyńska wioska położona w muhafazie Dżanin, w Autonomii Palestyńskiej.

## Położenie
Wioska Arabbuna jest położona na południowych stokach wzgórz Gilboa, w odległości 11 kilometrów na północny wschód od miasta Dżanin. Na północ i wschód od wioski przebiega mur bezpieczeństwa oddzielający terytoria Autonomii Palestyńskiej od Izraela.
Według danych z 2007 do wsi należały ziemie o powierzchni 6 772 ha. We wsi mieszka 638 osób.
| własność gruntów | powierzchnia gruntów (hektary) |
| ---------------- | ------------------------------ |
| Arabowie         | 6 776                          |
| Żydzi            | 0                              |
| publiczne        | 6                              |
| Razem            | 6 772                          |

| Rodzaj użytkowanych gruntów | hektary |
| --------------------------- | ------- |
| uprawy drzewek oliwnych     | 120     |
| uprawy nawadniane           | 256     |
| uprawy zbóż                 | 3 607   |
| nieużytki                   | 2 887   |
| zabudowane                  | 22      |

## Gospodarka
Gospodarka wioski opiera się na rolnictwie, sadownictwie, uprawach w szklarniach i hodowli drzewek oliwnych.